# Obervogteiamt Biberach
Das Obervogteiamt Biberach war in napoleonischer Zeit eine Verwaltungseinheit im Land Baden. Es bestand von 1803 bis 1806.

## Geschichte

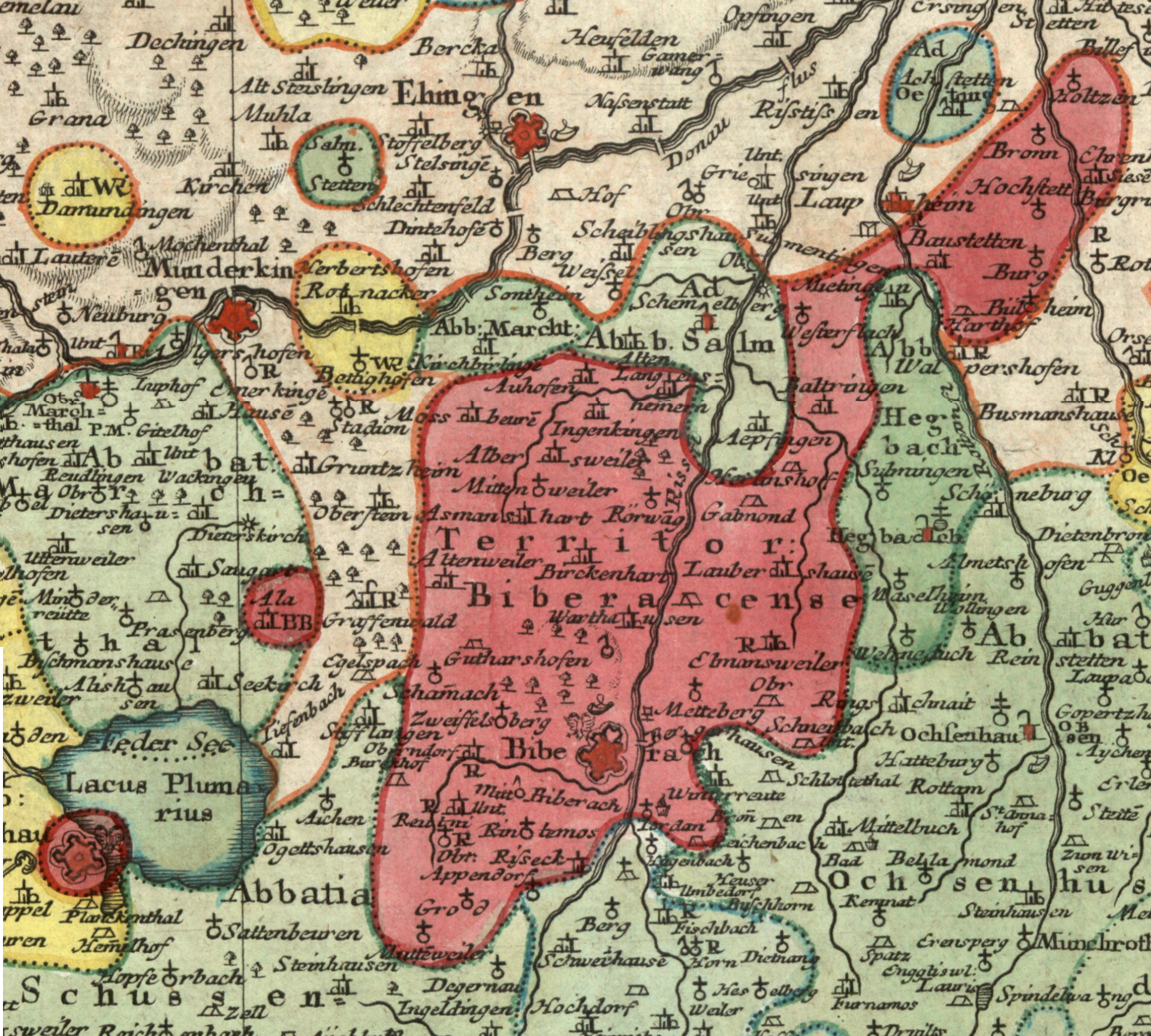
Das Gebiet der Freien Reichsstadt Biberach auf einer Karte von 1746.

Mit dem Reichsdeputationshauptschluss von 1803 war der zum Kurfürstentum aufgewerteten Markgrafschaft Baden die Landeshoheit über das Gebiet der in Oberschwaben gelegenen Freien Reichsstadt Biberach zuerkannt worden. Im Rahmen einer durch weitere Gebietsgewinne notwendig gewordenen neuen Verwaltungsstruktur des Landes wurde es dem Oberen Fürstentum am Bodensee mit Sitz in Meersburg zugeordnet. Hier war die Errichtung einer Obervogtei Biberach vorgesehen, mit einer darunter gelagerten Aufteilung in die Stadt an sich und eines Vogteiamtes Biberach für das Umland. Stattdessen entstand das Obervogteiamt Biberach, das den gesamten Bereich umfasste. Da das Gebiet des Amtes isoliert fernab des übrigen badischen Territoriums lag, wurde es im Rahmen der Rheinbundakte von 1806 an das Königreich Württemberg abgetreten.

## Orte und Einwohnerzahlen
1804 wurde 7744 Einwohnern berichtet, davon 4635 in Biberach und 3109 im Umland. Hier bestanden 8 Pfarrdörfer, 15 kleinere Dörfer und 8 Einzelhöfe:
- Ahlen
- Attenweiler
- Baltringen
- Baustetten
- Bergerhausen
- Birkendorf
- Burckhof
- Burgrieden
- Burren
- Gutershofen
- Hagenbuch
- Häusern
- Hochstetten
- Höfen, bestehend aus Galmutshöfen, Langwart, Rißhöfen, Hitisweiler und Barabein
- Holzheim
- Ingerkingen
- Bad Jordan
- Laupertshausen, mit Schnaitbach und Ellmannsweiler
- Muttensweiler, mit Birkhof
- Reichenbach
- Röhrwangen
- Schammach
- Volkersheim
- Westerflach
- Winterreute

## Weitere Entwicklung
Nach dem Übergang an Württemberg wurde die Stadt Sitz des neu gegründeten Oberamts Biberach. Aus diesem entstand 1938 der Landkreis Biberach.